# Prinzapolka
Prinzapolka är en kommun (municipio) i Nicaragua med 32 490 invånare (2012). Den ligger längs floden Río Prinzapolka i den nordöstra delen av landet i Región Autónoma de la Costa Caribe Norte, vid Karibiska havet. Kommunens huvudnäringar är fiske och skogsbruk.

## Geografi
Prinzapolka är den till ytan näst största kommunen i Nicaragua. Den gränsar till kommunerna Puerto Cabezas och Rosita i norr, Siuna i väster, La Cruz de Río Grande och Desembocadura de Río Grande i söder, samt till Karibiska havet i öster. Kommunens centralort Alamikamba, med 1 272 invånare (2005), ligger på norra stranden av floden Prinzapolka.

## Historia
Prinzapolka grundades 1889 som ett distrikt (distrito) efter det att guld hade upptäckts längs floden Prinzapolka och ett stort antal guldgrävare anlänt till området. Kommunen Prinzapolka omfattade tidigare större delen av Región Autónoma de la Costa Caribe Norte, inklusive de nuvarande kommunerna Siuna, Waslala, Bonanza, Rosita och Puerto Cabezas, samt den norra delen av Mulukukú.
Prinzapolka var tidigare en viktig transportled för stora bananplantager, skogsindustrin och för gruvorna i Siuna, Bonanza och Rosita. Varorna transporterades först längs vägar till Alamikamba eller andra orter längs floden och sedan per båt till hamnen i orten Prinzapolka vid flodens mynning. Nu har hamnen i Bilwi övertagit den rollen.

## Bilder
|  |  |
|  |  |
|  |  |
|  |  |